# Thijmen Blokzijl
Thijmen Blokzijl (Groningen, 25 februari 2005) is een Nederlands voetballer die doorgaans als centrale verdediger speelt en uitkomt voor FC Groningen.

## Clubcarrière

### FC Groningen
Blokzijl speelde in de jeugd bij Velocitas 1897 en Be Quick 1887, waarna hij naar de jeugdopleiding van FC Groningen vertrok. Tijdens de laatste speelronde van het seizoen 2020/21 zat Blokzijl voor het eerst bij de wedstrijdselectie van het eerste elftal. In het seizoen 2021/22 en 2022/23 gebeurde dit nog eens viermaal, waarna op 8 januari 2023 in de uitwedstrijd tegen Excelsior Rotterdam zijn officiële debuut volgde. Hiermee was Blokzijl op zeventienjarige leeftijd de jongste basisdebutant voor de club tot dusver. In maart 2023 verlengde hij zijn contract tot medio 2026 met een optie tot een extra seizoen.
In de met 3–1 verloren uitwedstrijd tegen Fortuna Sittard op 2 april 2023 moest hij echter na 83 minuten het veld verlaten. Na een duel met Burak Yılmaz raakte hij geblesseerd. Uit onderzoek in het ziekenhuis bleek dat hij een scheurtje in zijn enkelband had opgelopen en enkele weken niet kon spelen. Op 14 mei 2023 keerde Blokzijl terug in de wedstrijdselectie voor de thuiswedstrijd tegen Ajax. Dat duel werd echter na enkele minuten gestaakt wegens herhaaldelijk wangedrag van thuissupporters. Het restant van de wedstrijd werd op 16 mei 2023 zonder publiek uitgespeeld, maar door zijn vwo-eindexamens zat Blokzijl die dag echter niet op de bank, maar wel op het wedstrijdformulier omdat volgens de KNVB-richtlijnen de wedstrijdselecties hetzelfde moeten zijn als tijdens het gestaakte duel. Dat seizoen degradeerde Blokzijl met Groningen uit de Eredivisie.
Het seizoen erop in de Eerste divisie was Blokzijl afwisselend basisspeler centraal achterin, maar over een heel seizoen kwam hij tot 25 competitiewedstrijden. Hij speelde 90 minuten in de laatste speelronde, waar hij met FC Groningen directe promotie afdwong door met 2-0 van nummer twee Roda JC won, waardoor het de Limburgers passeerde op de ranglijst.
In het seizoen 2024/25 speelde Blokzijl het overgrote deel van de wedstrijden. Op woensdag 14 mei 2025 speelde hij met FC Groningen tegen Ajax het een-na-laatste duel van het seizoen. In de extra tijd van de tweede helft wist hij zijn eerste officiële doelpunt te maken (2–2). Voor FC Groningen leverde het doelpunt een punt op in de race voor de play-offs voor Europees voetbal, Ajax verloor de koppositie in de titelstrijd door zijn doelpunt aan PSV.

## Clubstatistieken
| Seizoen                    | Club            | Competitie      | Competitie | Competitie | Beker | Beker | Overig | Overig | Totaal | Totaal |
| Seizoen                    | Club            | Competitie      | Wed.       | Dlp.       | Wed.  | Dlp.  | Wed.   | Dlp.   | Wed.   | Dlp.   |
| -------------------------- | --------------- | --------------- | ---------- | ---------- | ----- | ----- | ------ | ------ | ------ | ------ |
| 2022/23                    | FC Groningen    | Eredivisie      | 15         | 0          | 1     | 0     | 0      | 0      | 16     | 0      |
| 2023/24                    | FC Groningen    | Eerste divisie  | 25         | 0          | 1     | 0     | 0      | 0      | 26     | 0      |
| 2024/25                    | FC Groningen    | Eredivisie      | 27         | 1          | 2     | 0     | 0      | 0      | 29     | 1      |
| Carrière totaal            | Carrière totaal | Carrière totaal | 67         | 1          | 4     | 0     | 0      | 0      | 71     | 1      |
| Bijgewerkt op 14 mei 2025. |                 |                 |            |            |       |       |        |        |        |        |

## Interlandcarrière
In 2020 werd Blokzijl geselecteerd voor het Nederlands elftal onder 15, waarvoor hij op 1 februari 2020 zijn debuut maakte. Een jaar later werd hij opgeroepen voor het Nederlands elftal onder 17, waarin hij meermaals in oefenwedstrijden en wedstrijden in het kwalificatietoernooi voor het EK onder 17 van 2022 meespeelde. Daarnaast speelde hij ook mee op het EK onder 17 van 2022 zelf, waar het elftal met Blokzijl als basisspeler uiteindelijk de finale met 2–1 van Frankrijk onder 17 verloor. Op 21 september 2022 debuteerde Blokzijl voor Nederland onder 18.